# Géocoucou écaillé
Neomorphus squamiger
Espèce
Synonymes
- Neomorphus geoffroyi squamiger

Le Géocoucou écaillé (Neomorphus squamiger) est une espèce de géocoucous, oiseaux de la famille des Cuculidae, endémique du Brésil. Il est considéré par certains auteurs comme une sous-espèce de Neomorphus geoffroyi.

## Taxinomie
D'après la classification de référence (version 5.2, 2015) du Congrès ornithologique international, cette espèce est monotypique (non divisée en sous-espèces).